# Reg Alaqadari
Reg Alaqadari est le centre administratif du district de Reg dans la province de Kandahâr en Afghanistan. Sa population est principalement baloutche.

## Crédit d'auteurs
- (en) Cet article est partiellement ou en totalité issu de l’article de Wikipédia en anglais intitulé « Reg Alaqadari » (voir la liste des auteurs).